# Ocularia decellei
Ocularia decellei là một loài bọ cánh cứng trong họ Cerambycidae.